# Ansprachen in Paris

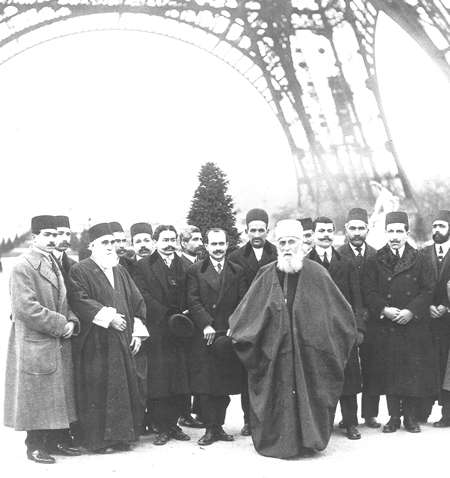
Abdul-Baha in Paris

Das Buch Ansprachen in Paris (englisch: Paris Talks) ist eine Sammlung von 52 Ansprachen Abdul-Bahas, welche er auf seiner Europareise vom 16. Oktober bis zum 1. Dezember 1911 in Paris hielt. Nach seiner Reise nach Paris besuchte er London, wo er ebenfalls Ansprachen hielt. Abdul-Baha wohnte in der Avenue de Camões 4, die sich unmittelbar neben den Jardins du Trocadéro befindet. Seine Ansprachen beschränkten sich nicht auf die in diesem Hause anwesenden Personen, sondern er sprach alle Menschen an. Er sprach in den Häusern der Bahai, im Hauptsitz der Theosophischen Gesellschaft, bei der Allianz Spiritualiste, in der Kirche des Pastors Wagner und dem Foyer de l’Ame. Die Ansprachen hielt er auf Persisch und sie wurden anschließend von Laura Clifford Barney und ihrem Ehemann, dem Gelehrten Hippolyte Dreyfus-Barney, ins Französische übersetzt. Sara Louisa Blomfield aus London, ihre beiden Töchter und ihre Freundin zeichneten die Ansprachen auf und übersetzten sie auf Bitten Abdul-Bahas ins Englische. Bereits 1914 erschien eine deutsche Übersetzung unter dem Titel „Evangelium der Liebe und des Friedens“ und 1921 unter dem Titel „Ansprachen von Abdul-Baha Abbas gehalten im Herbst 1911 in Paris“. Baha'ullah hat ausdrücklich angeordnet, dass nur das authentische Schriftwort als Offenbarung angesehen werden darf. Obwohl sich das Buch unter den Gläubigen großer Wertschätzung erfreut, gelten die stenographisch aufgezeichneten, übersetzten Ansprachen nicht als völlig authentischer Teil der Offenbarung, zumal sie von seinem Dolmetscher nicht immer einwandfrei wiedergegeben wurden.

## Inhalt
Abdul-Baha ging in seinen Ansprachen auf die Wichtigkeit von Höflichkeit sowie Freundlichkeit gegenüber Fremden ein und hebt die Bedeutung der Überwindung von Armut und Reichtum hervor. Er mahnt zur Einhaltung des Friedens sowie der Vermeidung von Kriegen und zeigt das gemeinsame Wirken von Religion und Wissenschaft auf. Außerdem fasst er die zwölf ethischen Grundsätze der Bahai zusammen und legt die Ablegung aller Vorurteile gegenüber Fremden und Fremdes nahe.